# سبيك ناو (ألبوم)
انطق الآن (بالإنجليزية: Speak Now)‏ هو ثالث ألبوم إستوديو للفنانة الأمريكية تايلور سويفت. أصدر الألبوم في 25 أكتوبر، 2010 من قبل شركة تسجيلات بيغ ماشين. كتبت سويفت الألبوم بكامله من دون مساعدة، وتناول الألبوم موضوعات الحب والرومانسية وتحطيم القلوب.
عقب إصدار الألبوم، لقي استحساناً من النقاد وأعجبوا به. كما كان نجاحاً تجارياً بعد بلوغه المرتبة الأولى في مراكز سباقات الألبومات في أمريكا، وبيع 1,047,000 نسخة منه في الأسبوع الأول لإصداره.

## روابط خارجية
- انطق الآن على موقع ميتاكريتيك (الإنجليزية)
- انطق الآن على موقع أول موفي (الإنجليزية)